# بروک فریزر
بروک گابریل لیگرتوود (متولد ۱۵ دسامبر ۱۹۸۳) که با نام خانوادگی خود بروک فریزر نیز شناخته می‌شود، خواننده و ترانه‌سرای نیوزیلندی است که بیشتر برای تک آهنگ موفق خود " چیزی در آب " که در سال ۲۰۱۰ منتشر شد شناخته شده‌است. فریزر دو آلبوم استودیویی با نور روز چه کنیم (۲۰۰۳) و آلبرتین (۲۰۰۶) را از طریق کلمبیا رکوردز منتشر کرد. سومین آلبوم استودیویی او، پرچم‌ها، در سال ۲۰۱۰ منتشر شد و موفق‌ترین آلبوم او تا به امروز است. او آلبوم رمانتیک وحشیانه را در نوامبر ۲۰۱۴ از طریق رکوردهای ولگرد منتشر کرد. پس از وقفه ای طولانی از آلبوم‌های انفرادی، او اولین آلبوم زنده خود را با نام هفت در سال ۲۰۲۲ منتشر کرد، در حالی که آلبوم استودیویی دیگری به نام هشت در ۲۰ اکتبر ۲۰۲۳ منتشر شد.
فریزر از سال ۲۰۰۵ تا ۲۰۱۰ عضو گروه موسیقی مسیحی استرالیایی پرستش هیل سونگ شد. او در سال ۲۰۱۶ دوباره به گروه ملحق شد زیرا ترانه‌سرا و خواننده اصلی آهنگ برنده گرمی " چه نام زیبایی " بود، که با نام متاهلش بروک لیگرتوود شناخته می‌شد.
پدر او از نژاد فیجی، پرتغالی و اسکاتلندی است. او دو برادر دارد: متیو، که در ولینگتون زندگی می‌کند، و شی، که در داندین زندگی می‌کند. فریزر در نائنا، لور هوت بزرگ شد.